# Francesca Lia Block

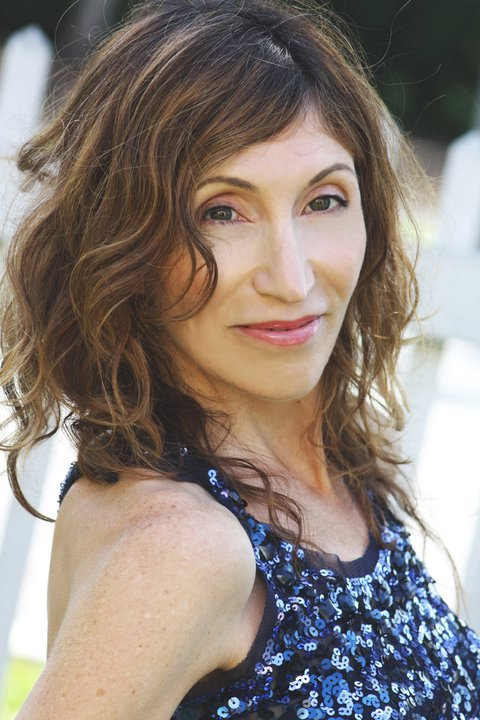
Francesca Lia Block 2011

Francesca Lia Block (* 3. Dezember 1962 in Los Angeles, Kalifornien) ist eine US-amerikanische Autorin.

## Leben
Nach ihrer Schulzeit studierte Block an  der University of California, Berkeley. Bereits in dieser Zeit begann sie schriftstellerisch tätig zu werden. Block schrieb ihr erstes Buch Weetzie Bat, das 1989 vom Verlag HarperCollins veröffentlicht wurde.
Als Autorin ist Block ab den 1990er Jahren mit Fantasy-Bestsellern in Erscheinung getreten. Block lebt mit ihren zwei Kindern in Kalifornien.

## Bibliographie (Auswahl)

### Dangerous Angels Serie
1. Weetzie Bat, 1989
2. Witch Baby, 1991
3. Cherokee Bat and the Goat Guys, 1992
4. Missing Angel Juan, 1993
5. Baby Be-Bop, 1995[1]
6. Necklace of Kisses, 2005
7. Pink Smog – Becoming Weetzie Bat, 2012

### Weetzie Bat Serie
- Dangerous Angels: The Weetzie Bat Books (Sammlung), 1998
- Beautiful Boys: Two Weetzie Bat Books (Sammlung), 2004
- Goat Girls: Two Weetzie Bat Books (Sammlung), 2004

### Standalone Romane
- Ecstasia, 1993
- The Hanged Man, 1994
- Primavera, 1994
- I Was A Teenage Fairy, 1998
- Violet and Claire, 1999
- Echo, 2001
- Wasteland, 2003
- Ruby, 2006
- Psyche In A Dress, 2006
- Blood Roses, 2008
- Quakeland, 2008
- The Waters and the Wild, 2009
- Pretty Dead, 2009
- Little Pink  (angekündigt)
- House of Dolls (angekündigt)
- The Magic of Forgetting (Weetzie Bat prequel – angekündigt)

### Sammlungen
- Moon Harvest: Poems (Poesie), 1978
- Season of Green: Poems (Poesie), 1979
- Girl Goddess #9: Nine Stories, 1996
- Nymph: Nine Erotic Stories, 2000
- The Rose and the Beast: Nine Fairy Tales, 2000
- Blood Roses, 2008
- How to (Un)cage a Girl, 2008
- Open Letter to Quiet Light, 2009

### Sachbücher
- Zine Scene: the do it yourself guide to zines, 1998
- Guarding the Moon: A Mother's First Year, 2003
- Wood Nymph Seeks Centaur: A Mythological Dating Guide, 2009

## Auszeichnungen und Ehrungen (Auswahl)
- 2005: Margaret A. Edwards Award für großen Verdienste in der Jugendliteratur
- 2009: Phoenix Award für Weetzie Bat